# Коровіков Віктор Едуардович
Ві́ктор Едуа́рдович Коро́віков (14 вересня 1994, Київ, Україна) — український футболіст, нападник житомирського «Полісся».

## Життєпис
Віктор Коровіков народився 14 вересня 1994 року в Києві. В ДЮФЛУ захищав кольори столичного «Атлета» (2009—2010) та маріупольського «Іллічівець» (2011 рік). В 2012 році підписав свій перший професіональний контракт, з маріупольським «Іллічівцем». За головну команду маріупольського клубу так і не зіграв жодного матчу, натомість за молодіжні команди відіграв 56 матчів та відзначився 13-ма голами. В 2014 році перейшов до клубу «Спартак-СумБуд» (Суми), який того ж року в обласному чемпіонаті став бронзовим призером першості. Того сезону Віктор в обласному чемпіонаті відіграв 9 матчів, у яких відзначився 11-ма голами.
В 2015 році перейшов до професіонального клубу з обласного центру, ПФК «Суми». 4 квітня 2015 року зіграв свій перший матч на професіональному рівні, в нічийному (3:3) виїзному матчі 20-го туру першої ліги чемпіонату України проти охтирського «Нафтовика-Укрнафти». Віктор вийшов на поле на 81-ій хвилині поєдинку, замінивши В'ячеслава Піднебенного Загалом у футболці ПФК «Сум» зіграв 8 матчів. Того ж року перейшов до складу іншого сумського клубу, «Барси». В цьому клубі відзначився дебютним голом на професіональному рівні. Сталося це 26 липня 2015 року в домашньому матчі 1-го туру другої ліги чемпіонату України проти київського «Арсенала» (1:0). Віктор вийшов у стартовому складі та відіграв увесь матч, а на 30-ій хвилині відзначився єдиним та переможним м'ячем в тій зустрічі. Цей матч також став дебютним для Коровікова в складі «Барси». У чемпіонатах України зіграв 25 матчів та забив 7 м'ячів, ще 1 матч у складі сумського клубу зіграв у кубку України.
З 2016 по 2017 рік виступав в складі ковалівського «Колоса». Влітку 2017 року перейшов до складу київського «Арсеналу». Провівши на полі всього 17 хвилин у двох матчах, Коровіков йде в оренду до житомирського «Полісся». За жовто-зелених Віктор відіграв 11 матчів та забив 6 м'ячів, ставши кращим бомбардиром команди в осінній частині сезону. В лютому 2018 року став повноцінним гравцем «Полісся».

## Досягнення

### На аматорському рівні
- Чемпіонат Сумської області
  -  Бронзовий призер (1): 2014